# 洛雷托大区
洛雷托大區（西班牙語：Departamento de Loreto）是秘魯東北部的一個大區，地處亞馬遜平原之上，東南鄰巴西，東北鄰哥倫比亞，西北鄰厄瓜多爾。面積368,851.95平方公里，佔全國面積三分之一。2007年，人口884144。首府伊基托斯。
1861年1月7日，建省。下分8省51區。